# Ravenhill Stadium
Ravenhill Stadium – zlokalizowany w południowo-wschodnim Belfaście stadion przeznaczony do rugby. Właścicielem jest Irlandzki Związek Rugby, zaś użytkuje go zespół Ulster Rugby. Obiekt może pomieścić 11 400 widzów (według innych informacji 12 300).

## Historia
Stadion otwarto w 1923 roku. Od tego czasu Ravenhill był areną osiemnastu spotkań międzynarodowych na szczeblu seniorskim, spośród których ostatnim był mecz pomiędzy Irlandią a Włochami 24 sierpnia 2007 roku, w ramach przygotowań do Pucharu Świata we Francji. Było to pierwsze od 53 lat spotkanie Irlandczyków na tym stadionie, gdyż poprzednio na Ravenhill gościła reprezentacja Szkocji w ramach Pucharu Pięciu Narodów 1954.
W międzyczasie belfaski obiekt gościł po jednym meczu fazy grupowej podczas Pucharu Świata w 1991 (Japonia – Zimbabwe) i 1999 roku (Australia – Rumunia).
Na Ravenhill odbywały się także spotkania (w tym półfinały i finał) Mistrzostw Świata U-19 w 2007 roku. Stadion gości również spotkania i turnieje finałowe rozgrywek o zasięgu prowincjonalnym, jak choćby puchar Ulsteru dla drużyn szkolnych, czy Ulster Towns Cup.

## Przebudowa

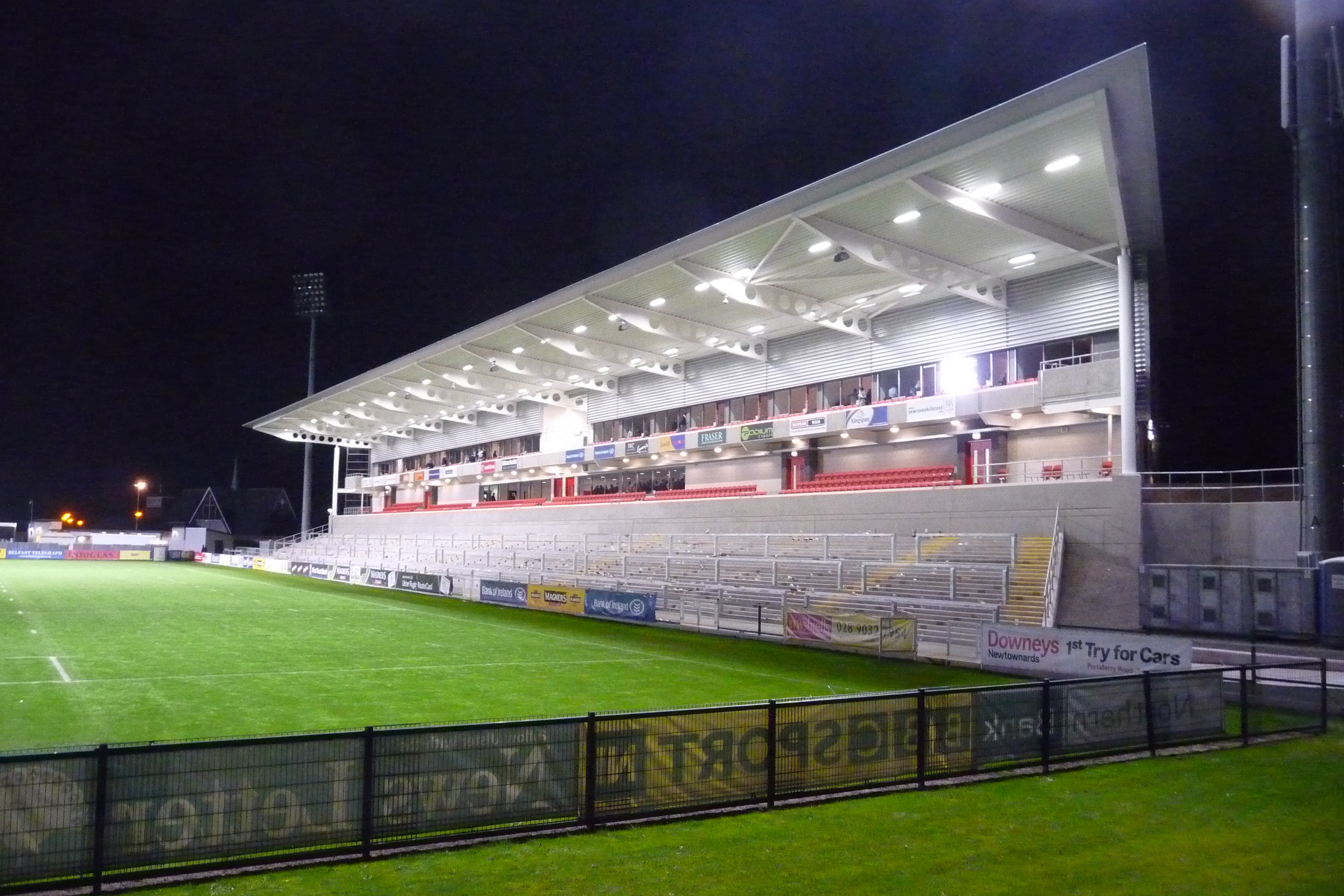
Nowa Mount Merrion Stand

Historyczny obiekt przez wiele lat czekał na modernizację. Jej pierwsza faza przypadła na lata 2008–2009, kiedy to za 5,5 miliona funtów wybudowano nową trybunę Mount Merrion Stand (równoległą do głównej). Uroczystego otwarcia dokonał minister pierwszy minister Peter Robinson 9 października 2009 roku przed spotkaniem z Bath.
W 2011 roku ogłoszono oficjalnie, że na potrzeby dalszej przebudowy Ravenhill przeznaczono środki w wysokości 14,7 miliona funtów. Prowadzona w kilku etapach inwestycja ma na celu zwiększenie pojemności stadionu do 18 200 miejsc, jak też dostosowanie go do standardów XXI wieku. Zaplanowano, że w pierwszej kolejności wzniesione zostaną trybuny przy krótszych bokach boiska. Do publicznej informacji podano, że Memorial End Stand mieścić będzie 2400 widzów, a dalsze 1350 to miejsca stojące. Równocześnie wznoszona ma być Aquinas End Stand, przewidziana jako trybuna rodzinna. Pomieści ona 2100 osób, z możliwością wpuszczenia dalszych 1300. Zgodnie z przedstawionym harmonogramem prac, dopiero po wzniesieniu dwóch nowych trybun, rozebrana ma zostać trybuna główna. Na jej miejscu do połowy 2015 roku ma powstać nowa budowla o 3450 miejscach siedzących i 3400 stojących.